# Algernon Blackwood
Algernon Henry Blackwood, CBE (14. března 1869 Greenwich – 10. prosince 1951) byl anglický povídkář a romanopisec, jeden z nejplodnějších autorů v historii žánru duchařských příběhů. Kromě toho byl také novinářem a rozhlasovým hlasatelem. Literární kritik S. T. Joshi prohlásil, že jeho práce je přínosná a konzistentněji, než práce jakéhokoliv jiného autora weird fiction, snad kromě Dunsanyho a že jeho sbírka povídek Incredible Adventures (1914) může být předním dílem weird fiction v tomto, či jakémkoliv jiném století.

## Život a dílo
Narodil v Greenwichi, který je nyní součástí jihovýchodního Londýna, ale tehdy patřil k severozápadnímu Kentu. Mezi lety 1871 a 1880 žil v Crayford Manor House v Crayfordu a studoval na Wellington College. Jeho otec byl poštovní úředník, a jak  tvrdí Peter Penzoldt, "měl otřesně úzkoprsé názory na náboženství, přestože mu nechyběla upřímná dobrosrdečnost". Měl velmi pestrou pracovní kariéru, pracoval na mléčné farmě v Kanadě, provozoval hotel, byl reportérem v New Yorku, barmanem, modelem, novinářem pro New York Times, sekretářem, obchodníkem a učitelem hry na housle.
Po celý svůjí pracovní kariéru, přispíval do různých časopisů svými eseji. Kolem 40. roku svého života se přestěhoval zpět do Anglie, kde začal psát nadpřirozené příběhy, kterými se stal úspěšným. Napsal kolem deseti autorských povídkových sbírek, které poté předčítal v rozhlase i v televizi. Napsal také čtrnáct románů, několik dětských knih a řadu her, z nichž většina byla sice uvedena na jevišti, ale nebyla publikována. Byl vášnivým milovníkem přírody, což je patrné z mnoha jeho příběhů. Aby ukojil svůj zájem o nadpřirozeno, stal se členem duchařského klubu. Nikdy se neoženil, jeho přátelé ho popisovali jako samotáře, ale také jako veselého společníka.
Jack Sullivan uvedl, že "Blackwoodův život jde ruku v ruce s jeho prací snad víc, než u kteréhokoliv jiného autora duchařských příběhů. Stejně jako jeho osamělí,  zásadně však optimističtí protagonisté byl i on kombinací mystika a milovníka přírody; když zrovna nebyl ponořený do okultních věd, včetně rosekruciánství a Buddhismu, pravděpodobně se věnoval lyžování či horolezectví." Byl členem jedné z frakcí Hermetického řádu Zlatého úsvitu stejně jako jeho současník Arthur Machen. Kabalistické motivy ovlivňoval jeho román The Human Chord.
Jeho nejznámější povídky jsou pravděpodobně "The Willows" a "The Wendigo". Často také psal narychlo objednané povídky pro noviny, což mělo za následek, že sám nevěděl, kolik povídek přesně napsal a jejich celkový počet tudíž není jistý. Přestože napsal řadu hororových příběhů, jeho práce typicky nevyvolávají ani tak hrůzu, jako spíš úžas a bázeň. Dobrými příklady jsou romány The Centaur, který vrcholí tím, že cestovatel upírá pohled na stádo mytických bytostí. Romány Julius LeVallon a jeho pokračování The Bright Messenger, které se zabývají reinkarnací a možností nového mystického vývoje lidského vědomí.
Myslím, že mým hlavním zájmem jsou známky a důkazy toho, že jsou v nás všech skryty dosud neobjevené síly, jinými slovy, jakási rozšíření lidských schopností. Mnoho mých příběhů, se proto zabývá rozšířeným vědomím; spekulativním a imaginativním vnímáním možností které sahají za hranice naše normálního vědomí. ... Dále, všechno to, co se děje v našem světě, je přirozené; jak říká Zákon; rozšíření našeho tolik omezeného normálního vědomí však může odhalit nové, mimořádné síly, atd., a slovo "nadpřirozené" je tedy,  jak se zdá, v beletrii nejlépe vystihuje. Věřím, že se naše vědomí může měnit a vyvíjet a že s touto změnou se nám může otevřít nový svět. Myslím, že "změna" ve vědomí, tedy v jeho typu, je něco víc než pouhé rozšíření toho, co už ovládáme a známe.
Algernon Blackwood, Korespondence s Petrem Penzoldtem
Blackwood napsal autobiografii ze svých mladých let, Episodes Before Thirty (1923). Jeho životopis s názvem Starlight Man napsal Mike Ashley.
Zemřel po několika mozkových příhodách. Jako oficiální příčina smrti, ke které došlo 10. prosince 1951, se uvádí mozková trombóza v kombinaci s aterosklerózou. Jeho ostatky byly zpopelněny v krematoriu Golders Green. O několik týdnů později vzal jeho synovec jeho popel do průsmyku Saanenmöser ve Švýcarských Alpách, které Algernon Blackwood miloval a kde byl jeho popel rozptýlen.

## Seznam děl

### Romány
Podle data publikování:
- The Empty House and other Ghost Stories (1906)
- The Listener and Other Stories (1907)
- John Silence, Physician Extraordinary (1908)
- Jimbo: A Fantasy (1909a)
- The Education of Uncle Paul (1909b)
- The Human Chord (1910)
- The Centaur (1911)
- A Prisoner in Fairyland (1913); sequel to The Education of Uncle Paul
- The Extra Day (1915)
- Julius LeVallon (1916a)
- The Wave (1916b)
- The Promise of Air (1918a)
- The Garden of Survival (1918b)
- The Bright Messenger (1921); sequel to Julius LeVallon
- Dudley & Gilderoy: A Nonsense (1929)

Romány pro děti
- Sambo and Snitch (1927)
- The Fruit Stoners: Being the Adventures of Maria Among the Fruit Stoners (1934)

### Hry
Podle prvního uvedení:
- The Starlight Express (1915), spoluautorkou je Violet Pearnová; hudbu složil Edward Elgar; založeno na Blackwoodově románu z roku 1913 A Prisoner in Fairyland
- Karma (1918), spoluautorkou je Violet Pearnová;
- The Crossing (1920a), spoluautorem je Bertram Forsyth; založeno na Blackwoodově povídce z roku 1913 "Transition"
- Through the Crack (1920b), spoluautorkou je Violet Pearnová; založeno na Blackwoodově románu z roku 1909 The Education of Uncle Paul a románu z roku 1915 The Extra Day
- White Magic (1921a), spoluautorem je Bertram Forsyth
- The Halfway House (1921b), spoluautorkou je Elaine Ainley
- Max Hensig (1929), spoluautorem je Frederick Kinsey Peile; založeno na Blackwoodově povídce z roku 1907 "Max Hensig – Bacteriologist and Murderer"

### Sbírky povídek
Podle data publikování:
- The Empty House and Other Ghost Stories (1906);
- The Listener and Other Stories (1907
- John Silence (1908)
- The Lost Valley and Other Stories (1910)
- Pan's Garden: a Volume of Nature Stories (1912)
- Ten Minute Stories (1914a)
- Incredible Adventures (1914b)
- Day and Night Stories (1917)
- Wolves of God, and Other Fey Stories (1921)
- Tongues of Fire and Other Sketches (1924)
- Shocks (1935)
- The Doll and One Other (1946)